# Jens Güldencrone
Jens baron Güldencrone (18. juni 1712 på Vilhelmsborg – 4. marts 1770 i København) var en dansk søofficer.
Han var søn af lensbaron Christian Güldencrone og Margrethe Amalie Moth og bror til Vilhelm Güldencrone og Matthias Güldencrone.
Han blev 1728 kadet, fik 1733 rejsepas og tilladelse til at gå i fremmed tjeneste, mens hans ansøgning om rang af løjtnant dog blev afslået, blev 1735 sekondløjtnant, var 1735-37 i engelsk tjeneste, blev 1737 kaptajnløjtnant (uden at have været premierløjtnant og 1738 kaptajn. 1739 var han næstkommanderende for orlogsskibet Delmenhorst på besejling, 1740 chef for fregatten Høyenhald, der var vagtskib i Øresund, blev 1741 chef for Hvide Ørn, der ligeledes var vagtskib i Sundet, 1743 chef for orlogsskibet Sophie Hedevig og senere samme år også for orlogsskibet Jylland, begge i eskadre, blev 1746 kommandørkaptajn, 1752 medlem af Havnekommissionen (afgik 1769), 1757 chef for orlogsskibet Sjælland i eskadre, 1763 præses i Indrulleringskommissionen, 1764 kommandør, 1766 chef for 1. division og blev 1768 schoutbynacht. I 1769 blev han optaget som deputeret i Admiralitetskollegiet med 1.800 rigsdaler i gage, men døde året efter.
11. maj 1746 ægtede han i Garnisons Kirke Sophie Regina Hiort (døbt 28. oktober 1719 – 21. marts 1798), datter af schoutbynacht Peter Hiort (1670-1733).